# 도강영당
도강영당(道江影堂)은 대한민국 충청남도 부여군 부여읍 관북리에 있는, 홍가신·허목·채제공의 영정을 봉안하고 제사를 모시는 곳이다. 1984년 5월 17일 충청남도의 문화재자료 제116호로 지정되었다.

## 개요
홍가신·허목·채제공의 영정을 봉안하고 제사를 모시는 곳이다.
홍가신(1541∼1615)은 조선 중기의 문신으로 명종 22년(1567) 문과에 급제하여 강화부사, 형조참판, 강화도 관찰사 등을 지냈다. 선조 37년(1604)에는 이몽학의 난을 평정한 공으로 청난공신 1등에 책록, 이듬해 영원군에 봉해졌다. 후에 벼슬이 형조판서에 이르렀다.
허목(1595∼1682)은 조선 후기의 문신으로 과거를 거치지 않고 이조판서를 거쳐 우의정까지 벼슬이 이르렀다. 그림, 글씨, 문장에도 능하였으며 특히 전서에 뛰어나 동방 제1인자라는 찬사를 받았다.
채제공(1720∼1799)은 조선 후기의 문신으로 1735년 과거에 급제한 뒤 관직생활을 시작하였다. 영조의 세자폐위 문제를 죽음을 무릅쓰고 막았는데 이로 인해 영조의 신임을 얻게 되었다. 그 후 병조, 예조, 호조판서 등을 거쳐 영의정, 좌의정으로 행정의 최고 책임을 맡기도 하였다. 수원성 건설에도 참여하였으며 『경종내실록』, 『영종실록』, 『국조보감』의 편찬 작업에도 참여하였다.
이 건물은 원래 조선말 부여현의 관아 건물이던 것을 1971년 신축하여 이들을 모신 것이다. 앞면 3칸·옆면 2칸 규모의 영당은 앞면 1칸을 개방하여 참배공간을 마련하고 뒤쪽은 통칸으로 3인의 영정을 모셨다.

## 같이 보기
- 홍가신
- 허목
- 채제공

## 참고 문헌
- 도강영당 - 국가유산청 국가유산포털